# Neil Robertson
Neil Robertson (Melbourne, 11 febbraio 1982) è un giocatore di snooker australiano, professionista nel 1998-1999, dal 2000 al 2002 e dal 2003, numero 3 del ranking ed ex numero 1 dal settembre al dicembre 2010, dal giugno 2013 al maggio 2014, dal luglio all'agosto 2014 e dal dicembre 2014 al gennaio 2015, campione del mondo 2010, due volte vincitore del Masters (2012 e 2022) e tre volte vincitore dello UK Championship (2013, 2015 e 2020).
È conosciuto anche con il soprannome di The Melbourne Machine o di The Thunder from Down Under. Ha iniziato la sua carriera nello snooker da ragazzo. A soli 14 anni è diventato primatista come il più giovane giocatore nella storia australiana a ottenere 100 punti di break. Durante la stagione, abita a Cambridge ed esercita con Joe Perry, un altro professionista.
Considerato il miglior giocatore fuori dalla Gran Bretagna, nella stagione 2013-2014 è diventato il primo giocatore a realizzare 100 "centoni" in una singola stagione, ottenendone 103.

## Carriera

### Gli inizi (1998-2009)
Dal 1998 è diventato un giocatore professionista. Nel luglio 2003, ha vinto The World Under-21 Snooker Championship in Nuova Zelanda. Grazie a questo successo, dalla stagione 2003-2004 ha potuto partecipare alle eliminatorie dei campionati di prima importanza organizzati dalla World Professional Billiards and Snooker Association (WPBSA), dove ora è una figura stabile. Si è qualificato per le fasi finali del Campionato mondiale nel 2005, ma ha perso 10-7 con Stephen Hendry. In totale ha vinto 25 partite nel 2004-2005.
Nel 2005-2006 ha raggiunto il 16º posto della classifica e nella stessa stagione ha raggiunto per quattro volte in quarti di finale. Al Mondiale 2006 ha combattuto fino ai quarti di finale contro il prevedibile vincitore Graeme Dott, ma ha perso il frame finale perché per caso ha imbucato una bilia rosa, della quale aveva bisogno per ottenere uno snooker e bloccare i movimenti del suo rivale scozzese. Grazie alla vittoria nel Welsh Open del 2007 ha raggiunto la settima posizione nella classifica provvisoria.

### I grandi successi (2010-)
Nella stagione 2009-2010 Robertson vince il suo secondo Grand Prix, ma soprattutto batte lo scozzese Graeme Dott 18-13 alla finale del Mondiale divenendo il 2° australiano nella storia dello snooker a vincere il più prestigioso titolo di questo sport dopo Horace Lindrum, che alzò la coppa nel 1952. Inizia la stagione seguente vincendo il World Open contro Ronnie O'Sullivan passando così in cima al Ranking fino a dicembre.
Il 22 gennaio 2012 batte Shaun Murphy alla finale del Masters di Londra arrivando a 2 titoli su 3 nella Tripla Corona. Quasi due anni dopo, nel dicembre 2013, Robertson conquista lo UK Championship completando i primi 3 trofei più famosi dello snooker, ripetendo il successo anche nel 2015. La stagione 2018-2019 è forse la migliore per l'australiano che partito 10º in classifica arriva a fine anno in quarta posizione, dopo la vittoria al Riga Masters, al Welsh Open e al China Open, senza dimenticare le sconfitte in finale all'International Championship, al Players Championship e al Tour Championship che lo fanno diventare il giocatore con più finali giocate in questa stagione (6).

### Stagione 2019-2020
La stagione 2019-2020 inizia con qualche alto e basso per l'australiano: nei tornei validi per la classifica non riesce ad ingranare mentre in quelli non validi riesce ad arrivare in semifinale allo Shanghai Masters e vincere il Champion of Champions. Tra l'altro ha dovuto dare anche forfait al Riga Masters e al World Open, rispettivamente a causa di uno sciopero di aerei per Riga e di uno sbaglio di destinazione: Robertson si è recato ad un'altra Barnsley che dista circa 276 km dall'altra, nella quale avrebbe dovuto svolgere il match di qualificazione contro Ian Burns perdendo quindi la possibilità di fare bene in queste due competizioni dove era rispettivamente campione in carica e vincitore della prima edizione con questa denominazione nel 2010. All'inizio dell'anno solare 2020 si fa eliminare al primo turno del Masters da Stephen Maguire per 6-5 dopo essere stato avanti 5-1. Si riscatta subito allo European Masters dominando il torneo, battendo in finale Zhou Yuelong 9-0. Subito dopo perde 9-6 la finale del German Masters contro Judd Trump. All'inizio della settimana successiva Robertson conquista e vince il suo primo World Grand Prix in carriera, contro Graeme Dott per 10-8.

## Vita privata
Fidanzato con la norvegese Mille Fjelldal, ha un figlio chiamato Alexander, nato durante il Campionato mondiale 2010, e una figlia di nome Penelope, nata nel 2019. Ha un buon rapporto di amicizia con John Terry.

## Ranking[23]
| Stagione  | Ranking iniziale | Ranking finale   |
| --------- | ---------------- | ---------------- |
| 1998-1999 | Non classificato | 179              |
| 2000-2001 | Non classificato | 118              |
| 2001-2002 | 118              | Non classificato |
| 2003-2004 | Non classificato | 68               |
| 2004-2005 | 68               | 28               |
| 2005-2006 | 28               | 13               |
| 2006-2007 | 13               | 7                |
| 2007-2008 | 7                | 10               |
| 2008-2009 | 10               | 9                |
| 2009-2010 | 9                | 2                |
| 2010-2011 | 2                | 5                |
| 2011-2012 | 5                | 7                |
| 2012-2013 | 7                | 2                |
| 2013-2014 | 2                | 2                |
| 2014-2015 | 3                | 3                |
| 2015-2016 | 3                | 5                |
| 2016-2017 | 5                | 7                |
| 2017-2018 | 7                | 10               |
| 2018-2019 | 10               | 4                |
| 2019-2020 | 4                | 3                |
| 2020-2021 | 3                | 4                |
| 2021-2022 | 4                |                  |

### Maximum breaks: 5[24]
| N° | Anno | Competizione                | Avversario     | Note   |
| -- | ---- | --------------------------- | -------------- | ------ |
| 1  | 2010 | China Open                  | Peter Ebdon    | [ 25 ] |
| 2  | 2013 | Wuxi Classic Qualificazioni | Mohamed Khairy | [ 26 ] |
| 3  | 2015 | UK Championship             | Liang Wenbó    | [ 27 ] |
| 4  | 2019 | Welsh Open                  | Jordan Brown   | [ 28 ] |
| 5  | 2022 | Campionato mondiale         | Jack Lisowski  | [ 29 ] |

## Tornei vinti

### Titoli Non-Ranking: 7
| Titoli Ranking       | Titoli Ranking     | Titoli Ranking                        | Titoli Ranking |
| -------------------- | ------------------ | ------------------------------------- | -------------- |
| Competizione         | Anno               | Avversario                            | Note           |
| Campionato mondiale  | 2010               | Graeme Dott                           | [ 30 ]         |
| UK Championship      | 2013 - 2015 - 2020 | Mark Selby - Liang Wenbó - Judd Trump | [ 31 ] [ 32 ]  |
| Grand Prix           | 2006 - 2009        | Jamie Cope - Ding Junhui              | [ 33 ] [ 34 ]  |
| Welsh Open           | 2007 - 2019        | Andrew Higginson - Stuart Bingham     | [ 35 ] [ 36 ]  |
| Bahrain Championship | 2008               | Matthew Stevens                       | [ 37 ]         |
| World Open           | 2010               | Ronnie O'Sullivan                     | [ 38 ]         |
| China Open           | 2013 - 2019        | Mark Selby - Jack Lisowski            | [ 39 ] [ 40 ]  |
| Wuxi Classic         | 2013 - 2014        | John Higgins - Joe Perry              | [ 41 ] [ 42 ]  |
| Riga Masters         | 2016 - 2018        | Michael Holt - Jack Lisowski          | [ 43 ] [ 44 ]  |
| Scottish Open        | 2017               | Cao Yupeng                            | [ 45 ]         |
| European Masters     | 2020               | Zhou Yuelong                          | [ 18 ]         |
| World Grand Prix     | 2020               | Graeme Dott                           | [ 20 ]         |
| Tour Championship    | 2021 - 2022        | Ronnie O'Sullivan - John Higgins      | [ 46 ] [ 47 ]  |
| English Open         | 2021               | John Higgins                          | [ 48 ]         |
| Players Championship | 2022               | Barry Hawkins                         | [ 49 ]         |

| Titoli Non-Ranking                  | Titoli Non-Ranking | Titoli Non-Ranking           | Titoli Non-Ranking |
| ----------------------------------- | ------------------ | ---------------------------- | ------------------ |
| Competizione                        | Anno               | Avversario                   | Note               |
| The Masters                         | 2012 - 2022        | Shaun Murphy - Barry Hawkins | [ 50 ] [ 51 ]      |
| Evento di qualificazione al Masters | 2003               | Dominic Dale                 | [ 52 ]             |
| General Cup                         | 2012               | Ricky Walden                 | [ 53 ]             |
| Champion of Champions               | 2015 - 2019        | Mark Allen - Judd Trump      | [ 54 ] [ 55 ]      |
| Hong Kong Masters                   | 2017               | Ronnie O'Sullivan            | [ 56 ]             |

- Players Tour Championship: 2 (Warsaw Classic 2011, Alex Higgins International Trophy 2011)
- European Tour: 2 (Gdynia Open 2012, Gdynia Open 2015)

## Finali perse

### Titoli Non-Ranking: 4
| Titoli Ranking                   | Titoli Ranking | Titoli Ranking            | Titoli Ranking |
| -------------------------------- | -------------- | ------------------------- | -------------- |
| Competizione                     | Anno           | Avversario                | Note           |
| Players Tour Championship Finals | 2012 - 2013    | Stephen Lee - Ding Junhui | [ 57 ] [ 58 ]  |
| International Championship       | 2012 - 2018    | Judd Trump - Mark Allen   | [ 59 ] [ 60 ]  |
| Australian Goldfields Open       | 2013 - 2014    | Marco Fu - Judd Trump     | [ 61 ] [ 62 ]  |
| China Open                       | 2014           | Ding Junhui               | [ 63 ]         |
| Welsh Open                       | 2016           | Ronnie O'Sullivan         | [ 64 ]         |
| Players Championship             | 2019           | Ronnie O'Sullivan         | [ 65 ]         |
| Tour Championship                | 2019           | Ronnie O'Sullivan         | [ 66 ]         |
| German Masters                   | 2020           | Judd Trump                | [ 19 ]         |
| English Open                     | 2020           | Judd Trump                | [ 67 ]         |
| World Grand Prix                 | 2021           | Ronnie O'Sullivan         | [ 68 ]         |

| Titoli Non-Ranking    | Titoli Non-Ranking | Titoli Non-Ranking        | Titoli Non-Ranking |
| --------------------- | ------------------ | ------------------------- | ------------------ |
| Competizione          | Anno               | Avversario                | Note               |
| The Masters           | 2013 - 2015        | Mark Selby - Shaun Murphy | [ 69 ] [ 70 ]      |
| General Cup           | 2013               | Mark Davis                | [ 71 ]             |
| Champion of Champions | 2020               | Mark Allen                | [ 72 ]             |

| Tornei varianti            | Tornei varianti | Tornei varianti | Tornei varianti |
| -------------------------- | --------------- | --------------- | --------------- |
| Competizione               | Anno            | Avversario      | Note            |
| Six-Red World Championship | 2013            | Mark Davis      | [ 73 ]          |

- European Tour: 1 (Bulgarian Open 2013)